# Härligt nu skallar frälsningens bud
Härligt nu skallar frälsningens bud är en sång med text från 1891 av Josef Grytzell med musik av svenskt ursprung.

## Publicerad i
- Herde-Rösten 1892 som nr 224 under rubriken "Missionssånger" bearbetad av William Skooglund.
- Musik till Frälsningsarméns sångbok 1907 som nr 276.
- Fridstoner 1926 som nr 70 under rubriken "Frälsnings- och helgelsesånger".
- Frälsningsarméns sångbok 1929 som nr 69 under rubriken "Frälsningssånger - Inbjudning".
- Kom 1930 som nr 36 under rubriken "Väckelse och omvändelse".
- Segertoner 1930 som nr 35 under rubriken "Väckelse och inbjudan". Angiven källa: "Ur Fr.-arméns sångb."
- Segertoner 1960 som nr 35.
- Frälsningsarméns sångbok 1968 som nr 39 under rubriken "Frälsning".
- Segertoner 1988 som nr 491 under rubriken "Att leva av tro - Kallelse - inbjudan".[1]
- Frälsningsarméns sångbok 1990 som nr 344 under rubriken "Frälsning".
- Sångboken 1998 som nr 51.